# D.T.K. Live at the Speakeasy
D.T.K. Live at the Speakeasy – koncertowy album zespołu The Heartbreakers nagrany 15 marca w londyńskim klubie "Speakeasy". Wydany w 1982 na rynku brytyjskim przez wytwórnię Jungle Records (jako Johhny Thunders & The Heartbreakers). Reedycja na CD została dokonana przez wytwórnię Receiver Records w 2004.

## Lista utworów
1. "Chinese Rocks" (Dee Dee Ramone/Richard Hell) – 3:54
2. "All By Myself" (Walter Lure/Jerry Nolan) – 3:03
3. "Let Go" (Johnny Thunders/Jerry Nolan) – 2:50
4. "Can't Keep My Eyes on You" (Walter Lure/Jerry Nolan) – 3:49
5. "I Wanna Be Loved" (Johnny Thunders) – 3:31
6. "Do You Love Me" (Berry Gordy Jr.) – 2:38
7. "Get Off the Phone" (Walter Lure/Jerry Nolan) –	 2:22
8. "Going Steady" (Johnny Thunders) – 2:57
9. "I Love You" (Johnny Thunders) – 2:28
10. "Born to Lose" (Johnny Thunders) – 3:27

## Skład
- Johnny Thunders – wokal, gitara
- Walter Lure – gitara, wokal
- Billy Rath – gitara basowa
- Jerry Nolan – perkusja